# Vladimir Kanajkin
Vladimir Aleksejevitj Kanajkin (ryska: Владимир Алексеевич Канайкин), född 21 mars 1985, är en rysk friidrottare (gångare).